# Степанівка (Богодухівський район)
Степа́нівка — село в Україні, у Краснокутській селищній громаді Богодухівського району Харківської області. Населення становить 245 осіб. До 2020 орган місцевого самоврядування — Краснокутська селищна рада.

## Географія
Село Степанівка знаходиться біля витоків річки Котельва. На відстані 2 км розташовані села Пархомівка і Ситники.

## Історія
12 червня 2020 року, розпорядженням Кабінету Міністрів України № 725-р «Про визначення адміністративних центрів та затвердження територій територіальних громад Харківської області», увійшло до складу Краснокутської селищної громади.
19 липня 2020 року, в результаті адміністративно-територіальної реформи та ліквідації Краснокутського району, село увійшло до складу Богодухівського району.

## Галерея

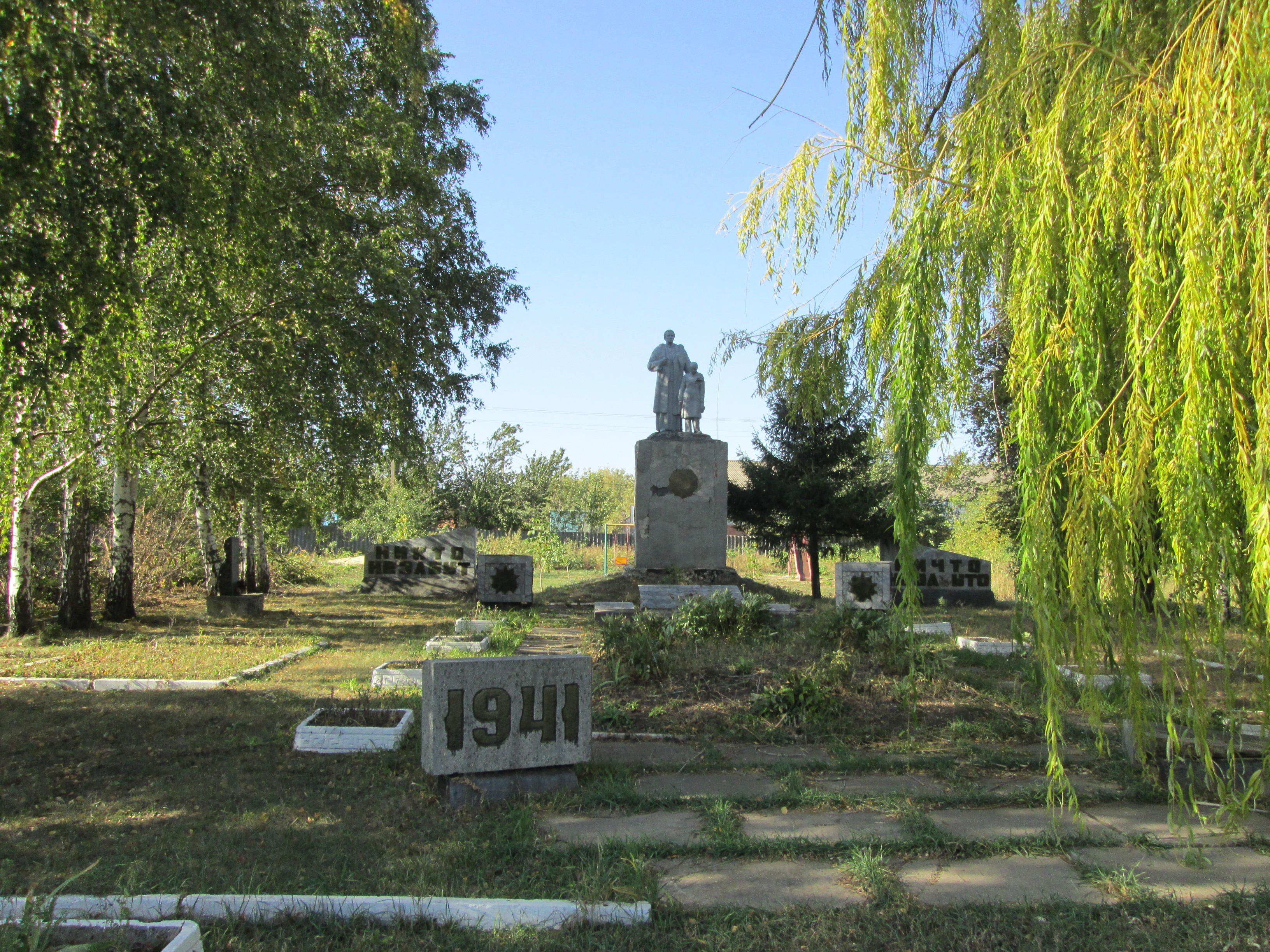
Братська могила радянських воїнів. Поховано 90 воїнів
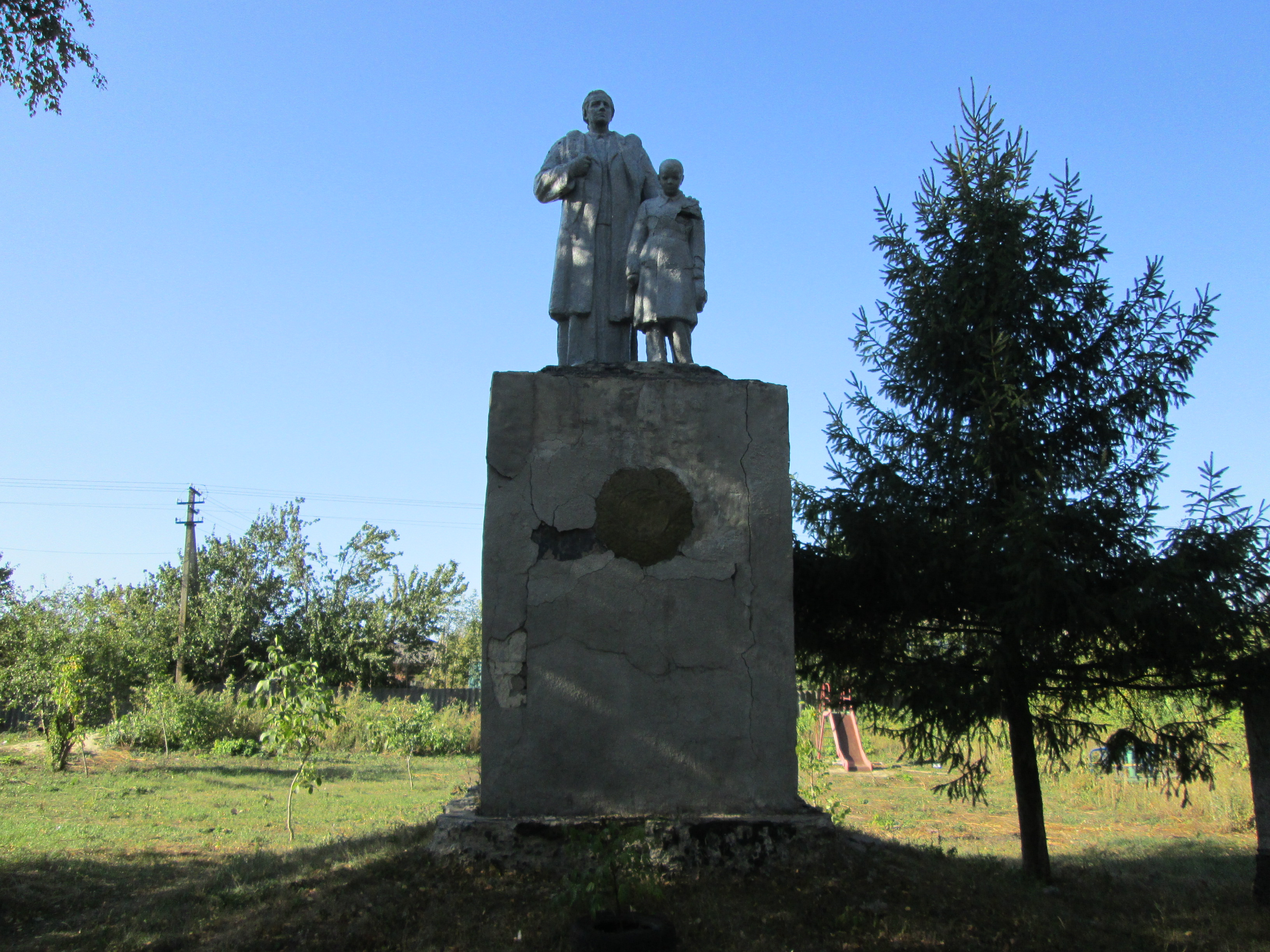
Пам'ятник на братській могилі
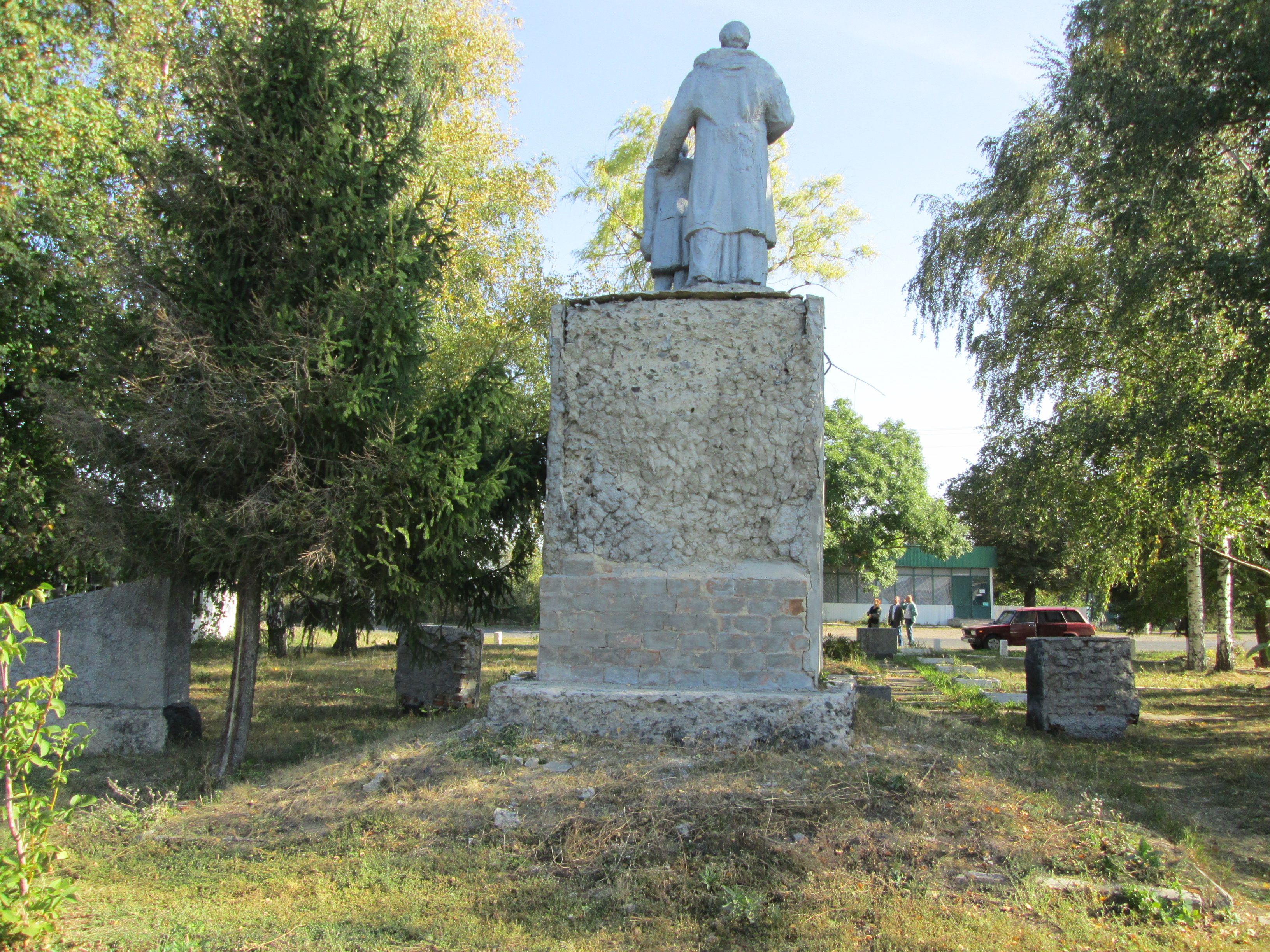
Вид ззаду
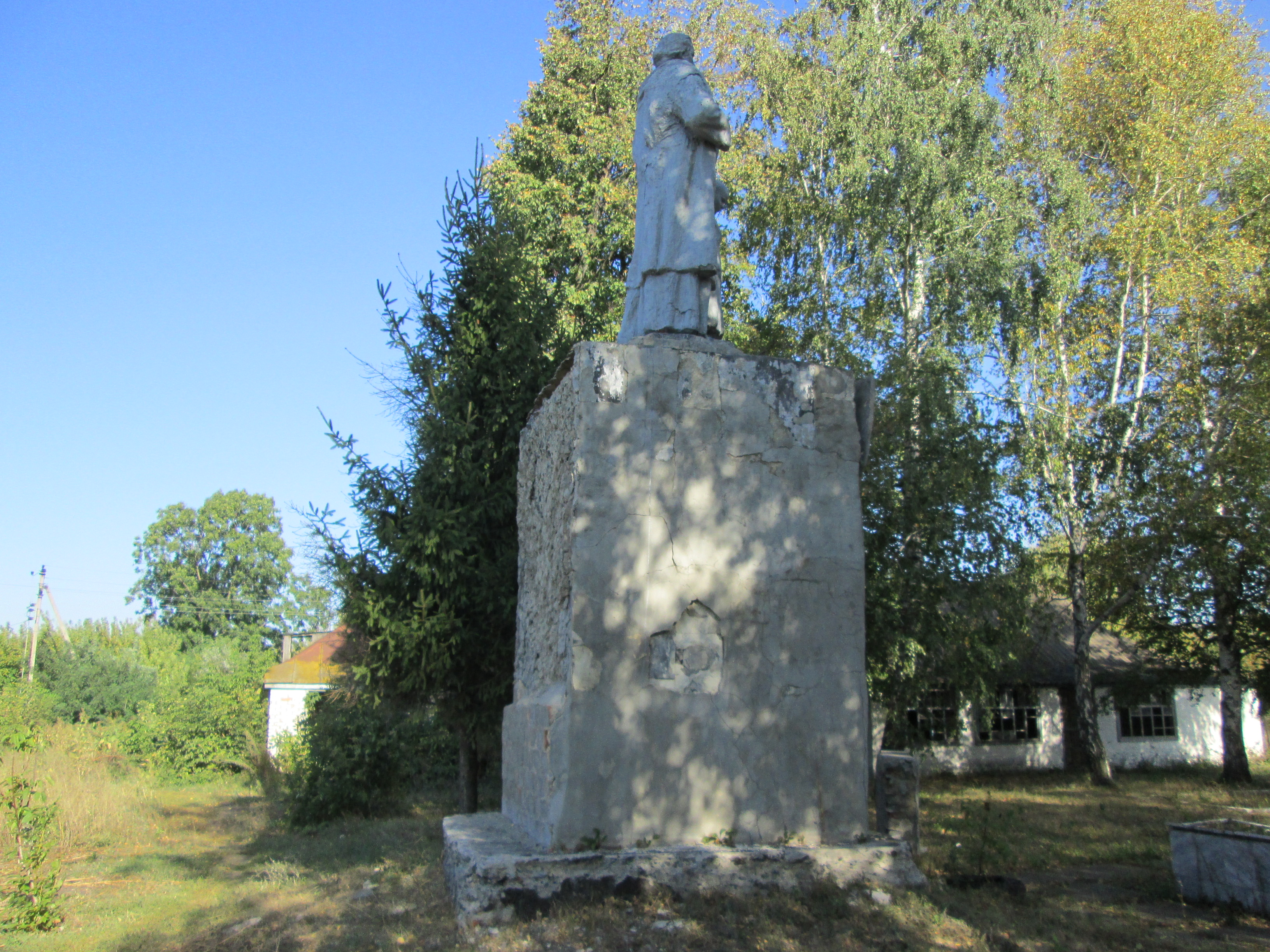
Вид збоку
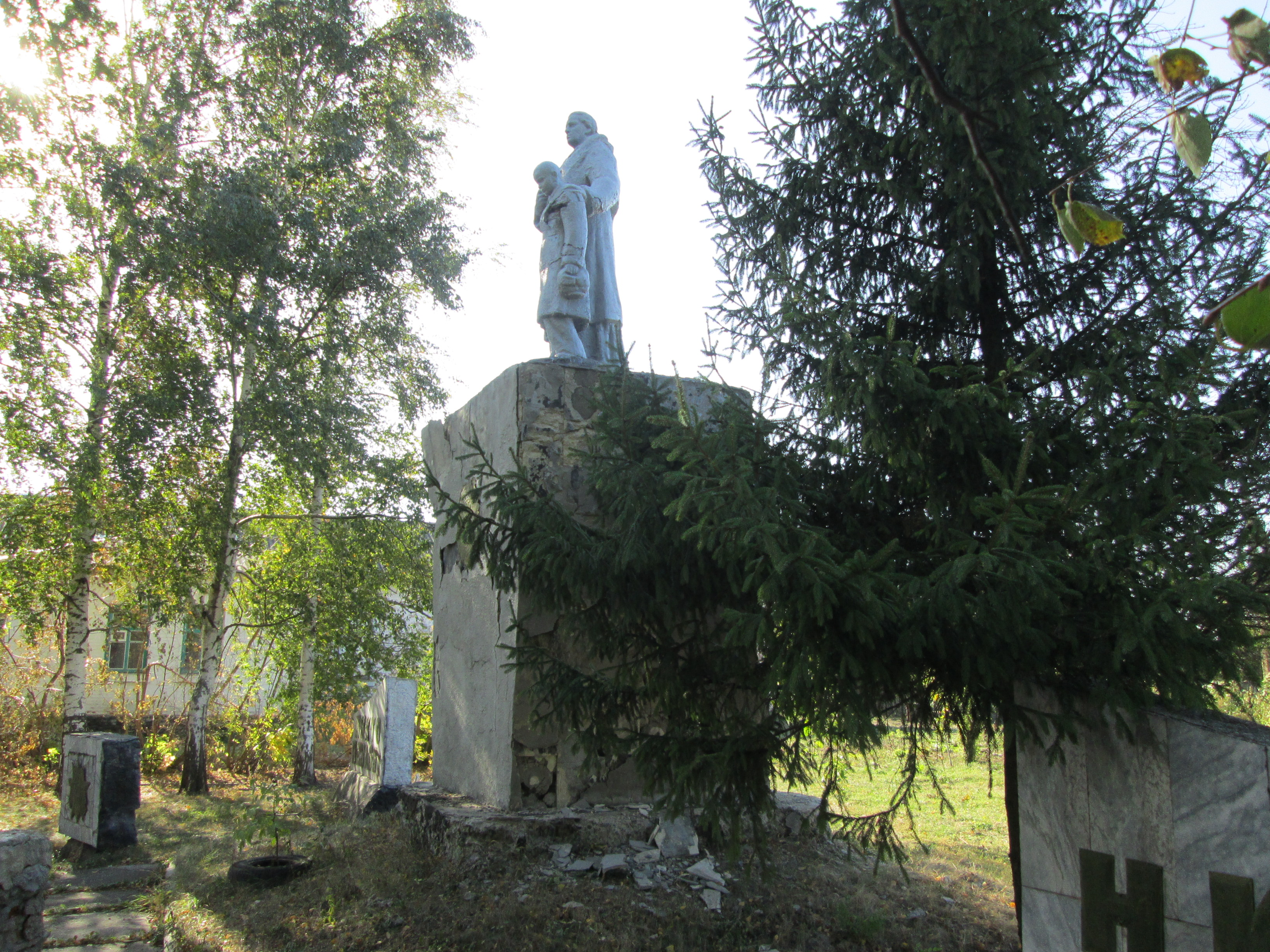
Вид з правого боку